# Olive (band)
Olive er en engelsk dance gruppe fra det nordlige England. Gruppen bestod oprindeligt af Tim Kellett, Robin Taylor-Firth, og Ruth-Ann Boyle. Gruppen har udgivet to albums, det andet uden Taylor-Firth. 	Extra Virgin udkom i 1996 efterfulgt af Trickle i 2000.
Olive er bedst kendt for singlen "You're Not Alone" fra 1996 der var nummer et på hitlisterne i Storbritannien.